# 德布灵

区徽

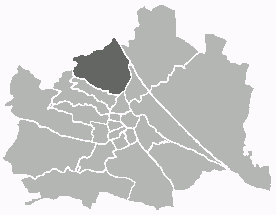
地图

德布灵（德語：Döbling，發音：[ˈdøːblɪŋ] ⓘ）是奥地利维也纳的第十九区，位于该市的最北部，西部伸入维也纳森林的山坡地，东隔多瑙河和多瑙运河分别与弗洛里茨多夫（Floridsdorf）和布里吉特瑙（Brigittenau）相望，南部毗邻阿尔瑟格伦德和韦灵（Währing）。德布灵有一些人口密集的城市地区，有许多住宅建筑。其中有一些昂贵的住宅区，例如格林津（Grinzing），也有一些大型公共住宅（Gemeindebau），包括维也纳最著名的一个，卡尔马克思大院（Karl-Marx-Hof）。该区还有大量“酒馆”（Heurigen）。

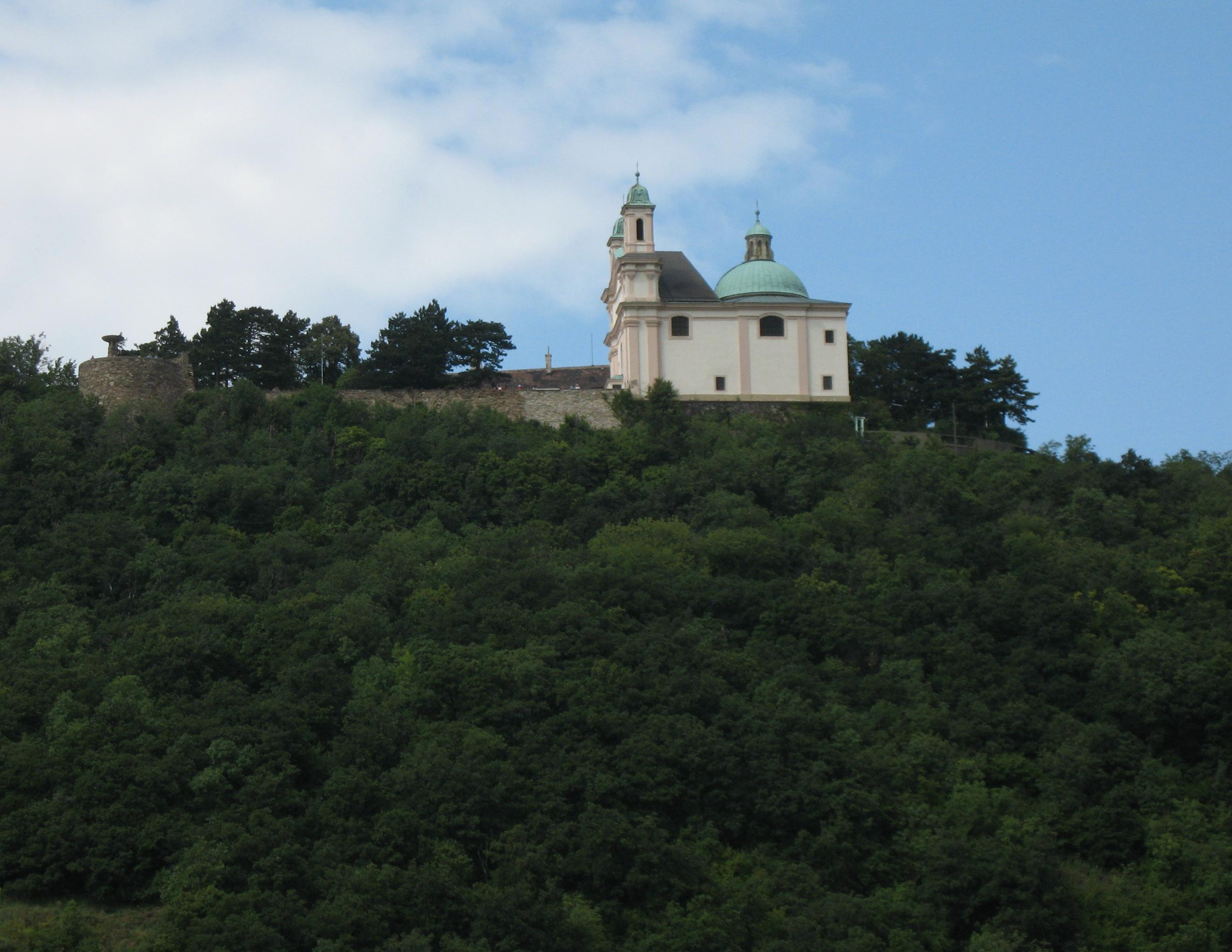
利奥波德山

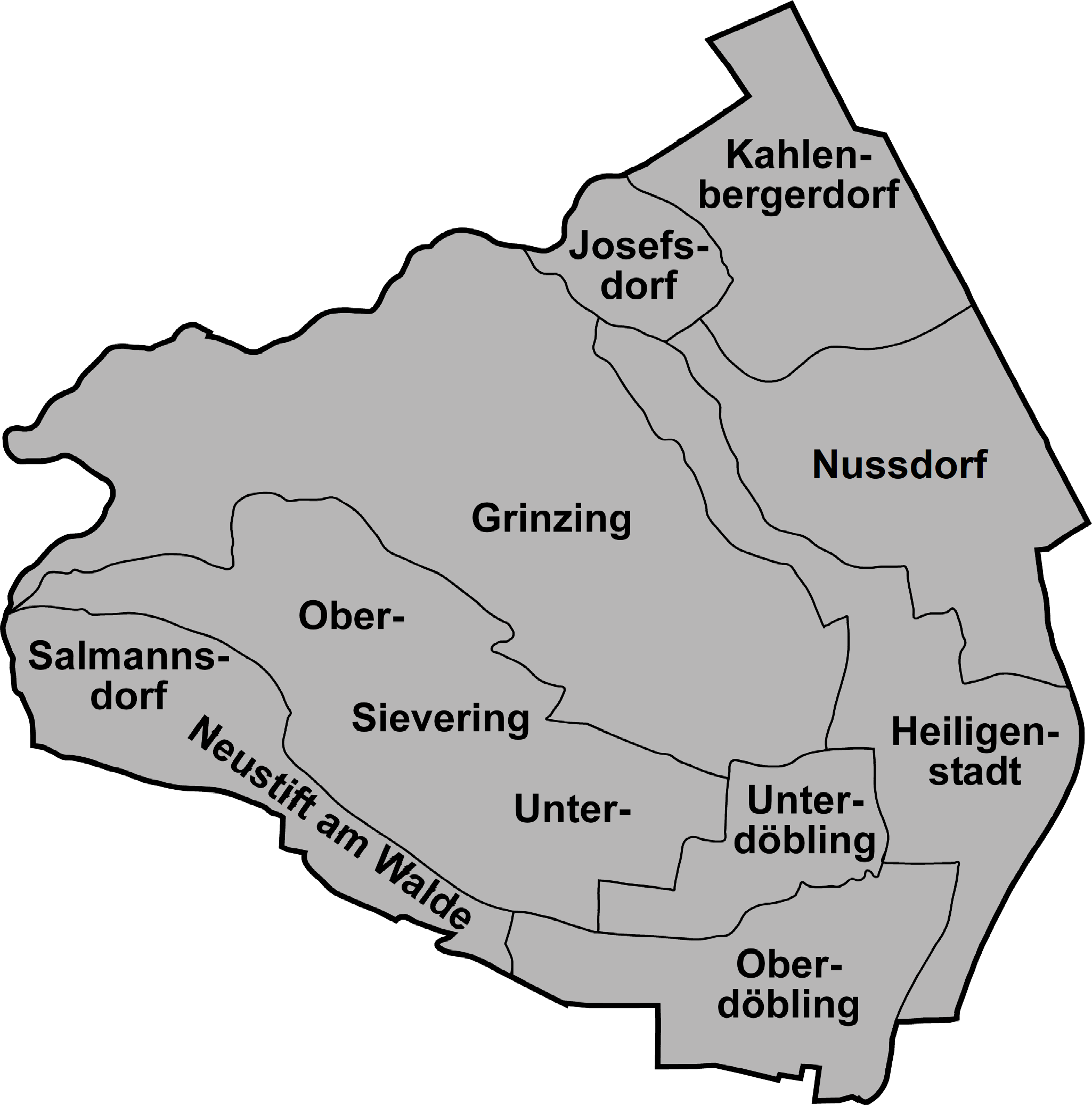
分区地图

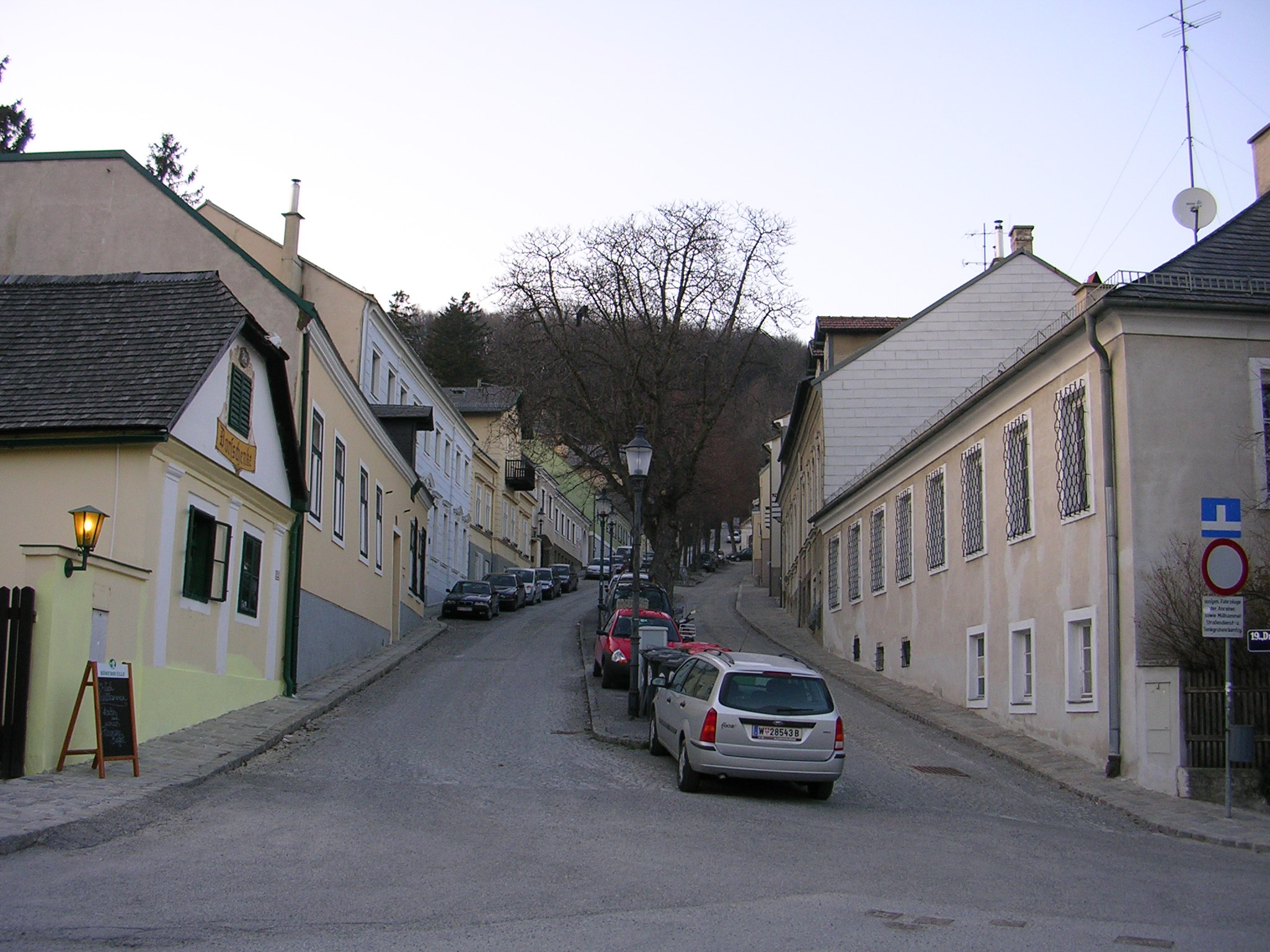
莎尔曼

维也纳美国国际学校和劳德商学院位于德布灵。